# Милановац (планина)
Милановац или Милановић (алб. Mali Millanovac), планина у средишњем делу Метохије. Дели Подримље, тј. долину Белог Дрима на западу, и долину реке Топлуге, на истоку. Налази се на крајњем југоистоку Динарског планинског подручја. Највећим делом се простире кроз општине Ораховац и Сува Река.

## Положај
Географи дају различите дефиниције докле се простире и шта све обухвата Милановац. Источна и југоисточна граница је долина Брешанске (или Семетишке) реке, јужну границу чини долина реке Топлуге, док је дуж читаве источне стране планина уоквирена долином Белог Дрима. О простирању на север постоје различлити извори. Негде се сматра да се планина завршава на превоју преко кога прелази пут Ораховац-Малишево, док други урачунавају и североисточни крак Градиште. Коначно, читав непрекинути масив који се на север простире до долине реке Мируше, и који обухвата масив Дело (највиши део планине) и планину Козник, се такође сматра делом планине Милановац.

## Географија
Милановац се уздиже у средишњем делу Метохије, са дна метохијске котлине које се налази на надморској висини од 450 метара. Планина је скрашћена, простире се у правцу северозапад-југоисток, и са свих страна је оивичена речним долинама. На северу је раздвојен од Гајрак планине епигенетском кречњачком клисуром коју је усекла река Мируша.
Највиши врх планине је Дело, са 1.042 м. Врх Градиште има 1.038 м, док Црни крш (или Бајрак), највиши врх Козника, има 1.006 м (или 1.005 м). У остале врхове спадају Окован (999 м), Раздол (996 м), Вран стена (761 м), Шпат (709 м), Велики краст (708 м), Чука (622 м), Мали краст (612 м). Највећа висина средишњег милановачког масива, тј. Милановац у најужем смислу, је 884 м. На североистоку се налази Затрићка висораван, висока 900-910 м. На западном узвишењу Падина подигнуто је својевремено насеље, претеча данашњег Ораховца.

## Воде
У средишњем делу источне падине извире Брешанска или Семетишка река (17 км), која тече на југ и улива се у реку Топлугу која долази са истока. Топлуга наставља јужним падинама Милановца док се као лева притока не улије у Бели Дрим код села Пиране. Такође на југу, код села Студенчане избија издашни извор Врело, док код села Оптеруша избија Оптерушко врело. Вода из њега формира Оптерушки поток (или Скањ) који тече на југ и улива су  у Топлугу.
На западној падини извире Врелски поток, из извора које се такође зове Врело. Извор је у близини манастира Зочиште и наводно је "лековит за очи", из чега је изведено име данашњег села Зочиште и манастира. Врелски поток се уливе у Бели Дрим јер лева обала Белог Дрима чини целу источну границу планине. Северно од Ораховца извире Римник, који тече на југ низ западне падине Милановца. Још северније извире Шошница која се улива у Римник пре његовог уливања у Бели Дрим код села Рогово.
Североисточну и северну границу Милановца чини река Мируша. На путу ка Белом Дриму, у кога се на крају улива, усекла је кањонску долину између Милановца (тј. северног масива Козника) и Гајрака. Кањон је дугачак 10 км а у проширењима река је формирала 13 језераца, између којих су водопади. Највиши водопад је висок 22 м, а цео комплекс се популарно назива Метохијске Плитвице и заштићен је као Предео изузетних одлика Мируша.

## Насеља
Најнасељенија су јужна и југоисточна подгорина планине. Највећо градови су Ораховац и Сува Река. Са ораховачке стране јужно низ планину налазе се Велика Хоча, Зочиште, Оптеруша, Самодража и Студенчане, на реци Топлуги. Низводно низ Топлугу се налазе Непребиште, Мамуша, Медвеце, Зојић и Пиране, a на падинама у правцу Белог Дрима су Ретимље, Рандубрава, Мала Круша, Велика Круша, Ногавац, Целина, Мала Хоча, и Брестовац. Узводно уз Топлугу су Раштане и Сува Река.
На истоку, у долини Брешанске реке узводно се налазе Семетиште, Пагаруша, Горић, Моралија, Драгобиље и Мађаре. У југоисточном подножју планине налази се село Добродељане, а на централноисточној падини Милановић и Јанчиште. Са западне стране, од централног дела планине ка северу налазе се Бела Црква, Брњача, Горње Поточане, Доње Поточане, Нашпале, Сопнић, Дреновац, Братотин и Врањак.
На северним обронцима Милановца налазе се села Затрић и Козник (средишњи део), Острозуб, Јовић и Црноврана (североисток), Сановац, Пусто Село, Полужа, Петковић, Чифлак и Крамовик (северозапад). На североистоку, у долини Мируше, налазе се Малишево, Мируша, Љубижда, Турјак, Доманек и Бубље. На крајњем северу, јужно од кањона Мируше и паралелно са њим, налазе се села Мрасор, Лабучево, Понорац и Горачево.
Цео масив Милановца припадао је жупи Прекорупље. Скоро сва насеља на Милановцу и око њега су стара српска, средњовековна насеља, спомињана у разним изворима и повељама. У зависности од историјских околности, становништво је до данас расељено, исламизовано, албанизовано ("поарбанашено") или замењено досељеним Албанцима.
У околини Милановца су се током рата 1999. године водиле жестоке борбе. У ширем рејону југоистока, села Будаково, Дoња Крушица, Горња Крушица, Мовљане и Папаз представљала су јако упориште албанских терориста, где је већина сеоских кућа била претворена у базе. На истоку и североистоку, Милановац се наслања на најжешће терористичко упориште, Дреницу, и у њој Малишево. Тако је пут Ораховац-Малишево, преко превоја Троја, био редовно нападан, иако је превој био изузетно утврђен још у току 1980-их, од стране ЈНА. Урађене су комплетне одбрамбене линије, бункери, склоништа. Све је било бетонирано и то је била најјача линија одбране на планини Милановац, која је требало да спречи евентуални продор из Албаније. Поред постојеће линије одбране, терористи су направили још и додатне бункере и ровове.

## Економија
У Средњем веку, планина је била шумовита. Међутим, још тада је огољена због велике потражње за дрветом које је коришћено при градњи многобројних цркава и манастира на планини и око ње. Неки су опстали до данас, али од већине су преостали само темељи и руине, или топоними (многобројна црквишта).
На планини има разних метала, пре свега хрома (села Затрић и Дреновац), али се не експлоатишу. На Милановцу раде три каменолома. Један је на северу, код Острозуба, где се прозводи украсни камен (полумермер). Друга два су на југу, један поред другог, у Самодражи и Добродељану. Оба производе кровне камене плоче.
Подручје је претежно пољопривредно-сточарско. На обронцима планине се пре свега гаје овце и козе. Од пољопривреде развијени су воћарство и повртарство. Од воћа, пре свега се гаји винова лоза за комерцијалну употребу, а грожђе користе винарије од којих су најпознатије у Великој Хочи. Од поврћа, гаје се паприка, парадајз, купус, краставац, зеље, шаргарепа.
Подручје Милановца је и саобраћајно чвориште. Са источне стране, кроз Подримље, пролазе пруга Клина-Призрен, и магистрални пут Пећ-Ђаковица-Призрен. С јужне пролази ауто-пут у изградњи Приштина-Призрен. Преко превоја на самој планини, на надморској висини од 748 м, пролази пут Ораховац-Малишево.